# Hexatoma (Eriocera) rufipennis
Hexatoma (Eriocera) rufipennis is een tweevleugelige uit de familie steltmuggen (Limoniidae). De soort komt voor in het Oriëntaals gebied.